# マフディ・モハメド・グライド
マフディ・モハメド・グライド、通称カダール（英語: Mahdi Mohammed Gulaid "Khadar", ソマリ語: Mahdi Maxamed Guleed "Khadar", アラビア語: مهدي محمد جوليد خضر, 綴りはGuliedとも）は、ソマリアの政治家。 2017年3月21日から2020年7月25日まで、ソマリアの副首相。その後、首相が失職したため、同年9月23日まで暫定首相を務めた。

## 経歴

### 初期の経歴
2009年、ソマリランドの国家選挙委員会で国際法の顧問を務めていた。

### ソマリア副首相
2017年2月、ファルマージョがソマリア大統領となった。2017年3月、ハッサン・アリ・カイレがファルマージョ大統領に指名され、議会で承認されてソマリア首相となった。カダールはカイレ首相から副首相に任じられた。

### ソマリア暫定首相
2020年7月25日、連邦議会はカイレ首相を解任する決議を出した。7月26日、ファルマージョ大統領は、新首相が議会に承認されるまでの暫定として、カダールを首相に任じた。これに対してカイレは議会で、首相解任と暫定首相任命は、ソマリア憲法の103条に違反するとの見解を述べている。9月23日に後継の首相が就任し、暫定首相の役割を終えた。